# Premi Internacional Alfonso Comín
El Premi Internacional Alfonso Comín és un guardó que concedeix anualment la Fundació Alfonso Comín. La primera edició d'aquest distintiu es va lliurar el 1984, i el seu objectiu és posar de manifest situacions límits i injustes, a més de reconèixer públicament persones o col·lectius compromesos en la tasca d'aconseguir un món més just socialment.
Des de la primera edició, l'entrega del Premi s'ha realitzat al Saló de Cent de l'Ajuntament de Barcelona, que des del 1993 n'és un dels patrocinadors. Al llarg de la seva història, el Premi Internacional Alfonso Comín ha reconegut personalitats com el sud-africà Nelson Mandela, el francès Abbé Pierre o el català Pere Casaldàliga, així com al Moviment dels Treballadors Sense Terra al Brasil, les dones afganeses de l'associació Rawa i la Marxa Global contra el Treball Infantil.

## Llistat de premiats
- 1984: Poble de Nicaragua
- 1985: José María de Llanos
- 1986: Nelson Mandela
- 1987: Leonardo Boff
- 1988: Poble de Palestina
- 1989: Universidad Centroamericana José Simeón Cañas i al seu rector, Ignacio Ellacuría
- 1990: Alexander Dubček
- 1991: Víctimes innocents del poble de l'Iraq
- 1992: Pere Casaldàliga
- 1993: A la ciutat de Tuzla (Bòsnia) i al diari Oslobođenje
- 1994: Als nens de la Guerra del Sudan
- 1995: Abbé Pierre
- 1996: Salima Ghezali
- 1997: Vandana Shiva
- 1998: Sola Sierra
- 1999: Poble kurd
- 2000: Federación de Asociaciones Pro-Inmigrantes extranjeros, Andalucía Acoge
- 2001: Movimento dos Trabalhadores Sem Terra del Brasil
- 2002: The Jerusalem Link
- 2003: Associació Revolucionària de Dones Afganeses
- 2004: School of the Americas Watch
- 2005: Chema Caballero
- 2006: José María Díez-Alegría i Gregorio López Raimundo
- 2007: Maha Al-Hadeethi
- 2008: Global March Against Child Labor i Kailash Satyarthi
- 2009: Arrels Fundació[2]
- 2010: Comité Regional para la Promoción y Defensa de la Vida de Chicomuselo, Chiapas (Mèxic)
- 2011: Arcadi Oliveres[3]
- 2012: Fathi Chamkhi[4]
- 2013: Ignacio Ramonet[5]
- 2014: Gustave Kiansumba, en representació dels immigrants i refugiats que arriscant la vida salten les tanques de Ceuta i Melilla.
- 2015: Maria Victòria Molins[6]
- 2016: Comunitat de persones en cerca de refugi d'Eko, actualment al camp de Vasilika (Grècia)
- 2017: Oriol Mitjà Villar